# San Francesco riceve le stigmate (Giambattista Tiepolo)
San Francesco riceve le stigmate è un dipinto del pittore veneziano Giambattista Tiepolo realizzato negli anni 1767-1769 e conservato nel Museo del Prado a Madrid in Spagna.

## Storia e descrizione
Il dipinto fu realizzato con i figli Lorenzo e Giandomenico quando l'artista si trovava a Madrid, alla corte di Carlo III di Spagna, dove poi morì. Per la realizzazione del dipinto, con altre pale d'altare, per la chiesa del convento di San Pasquale Baylon ad Aranjuez, che era in costruzione, fu lo stesso Tiepolo a proporsi. 
L'opera presenta caratteristiche tipiche del figlio Giandomenico che diede un'impronta nuova alle opere del Tiepolo. Le stesure più morbide del colore con tratti meno freddi, dando all'opera una maggior dolcezza e malinconica introspezione. Sarà una delle opere dell'ultimo periodo di vita dell'artista veneziano.

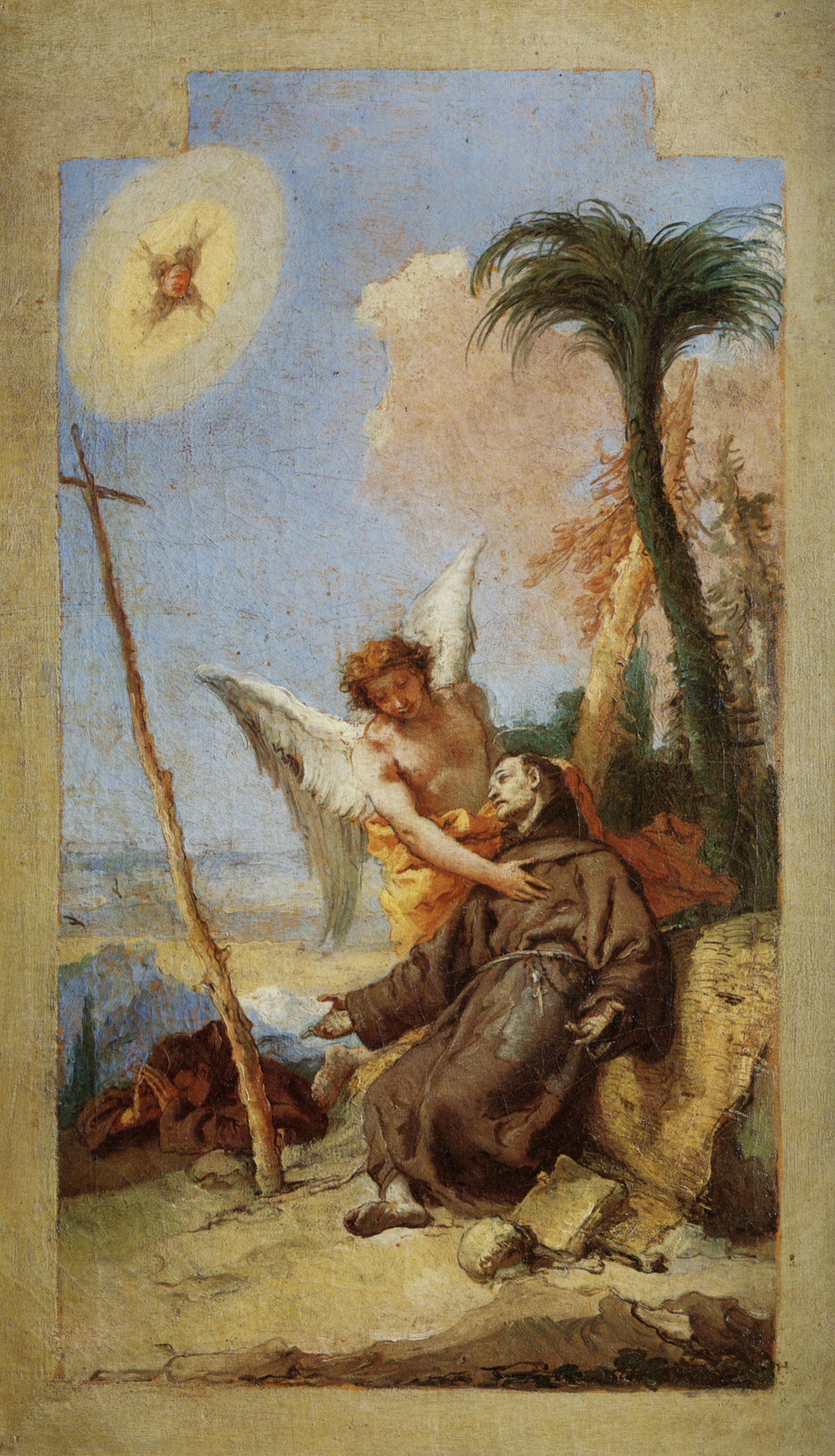
San Francesco riceve le stigmate, bozzetto, 1757, olio su tela, 63,5 x 38,5 cm, Londra, Courtlaud Institute

La tela raffigura il santo d'Assisi nell'evento miracolo avvenuto il 14 settembre 1224 di ricevere le stimmate nella località della Verna. La storia racconta che il santo vide un angelo serafino che gli donò i simboli del martirio di Cristo. Nel dipinto l'angelo sostiene Francesco estatico. Importante e significativa è la gamma di colori che dal cielo azzurro al paesaggio fino all'abito del santo in una sfumatura di grigi e marroni chiari per contrastare poi con l'acceso giallo oro del manto che avvolte l'angelo, caratteristica questa di molti dipinti del Tiepolo che porta l'occhio del visitatore a osservare un punto preciso, dando a tutto il dipinto il segno dell'importante momento miracoloso. A Londra nella Courtauld Gallery, è conservato il bozzetto preparatorio.
Il dipinto è stato inserito nella mostra all'artista dedicata a Milano dal 20 ottobre 2021 al 2 giugno 2021.